# Никола Карев
Никола Карев (Крушево, 23. новембар 1877 — Рајчани код Кочана, 27. април 1905) је био истакнути македонски и бугарски револуционар, вођа Тајне македонско-одринске револуционарне организације. Такође је био истакнути македонски социјалиста и вођа Крушевске републике.

## Биографија
Рођен је 1877. године у Крушеву, у сиромашној угљенарској породици. Због сиромаштва је прекинуо школовање и постао столарски занатлија. Доживео је шлог, који му је парализовао леву руку и леву ногу. Године 1895, отишао је у Бугарску и радио као зидар, а затим као столар у радионици свог земљака Васила Главинова, познатог социјалисте.
Године 1899, вратио се у Крушево, где наставља прекинуто школовање. Због тога није учествовао на Првој социјалистичкој конференцији у јуну 1900. године, али је прихватио закључке конференције. Јуна 1901. године, завршио је четврти разред у битољској гимназији, а на јесен је постао учитељ у крушевском селу Горно Дивјаци. Следеће школске године, добио је запослење у Нижој гимназији у Крушеву.
На Смилевском конгресу одржаном у јануару 1903. године, био је изабран за начелника Крушевског револуционарног комитета и у том својству је 2. августа исте године учествовао у дизању Илинданског устанка, ослободивши са својим снагама Крушево. Руководилац је ВМРО-а који је био организатор Илинденског устанка. Био је аутор Крушевског устава, у којем су сви народ Македоније позвани на устанак против власти у Истанбулу. Није имао никакву званичну функцију унутар цивилне власти Крушевске републике, али је био незванични председник Републике.
Након пада Крушевске републике и гушења Илинданског устанка, Карев је исте, 1903. године, преко Београда отишао у Софију. Тамо је наставио свој политички рад и 1905. године учествовао у оснивању Македонo-одринске социјалистичке групе као одсека унутар Бугарске радничке социјалдемократске партије.
После бројних безуспешних покушаја да се врати у Македонију, Карев се у пролеће 1905. године одлучио за илегални прелазак границе. Дана 26. априла 1905, његова група преноћила је у селу Рајчани код Кочана, али су били издани и опкољени од османских војника. Следећи дан, Никола Карев и његови борци изгинули су у неравноправној борби с Османлијама.

## Наслеђе
Посмртни остаци Николе Карева су, 1953. године поводом 50-годишњице Крушевске републике, пренети у Крушево. Дана 11. априла 1990. године, остаци су пренети у споменик Македониум. Такође су му подигнути споменици у Крушеву, Кочанима и Скопљу.